# Epiphany (Badings)
Epiphany is een compositie voor harmonieorkest van Henk Badings. Badings kreeg de opdracht van de Festliche Musiktage (Forum für zeitgenössische Blasmusik) van Uster in  Zwitserland. De première van Epiphany werd verzorgd door het Harmonieorkest St. Michaël Thorn onder leiding van Walter Boeykens.
Het werk werd op cd opgenomen door het Schweizer Armeespiel onder leiding van Josef Gnos.